# 嚢謙県
嚢謙県（のうけん-けん、ナンチェン・ゾン, nang chen rdzong）は中華人民共和国青海省玉樹チベット族自治州に位置する県。青海省最南端でありチベット自治区と接する。古くは、昂欠、南称、隆慶とも呼ばれていた。

## 行政区画
- 鎮:香達鎮
- 郷:娘拉郷、毛荘郷、覚拉郷、著暁郷、東壩郷、吉尼賽郷、癿扎郷、吉曲郷、尕涌郷

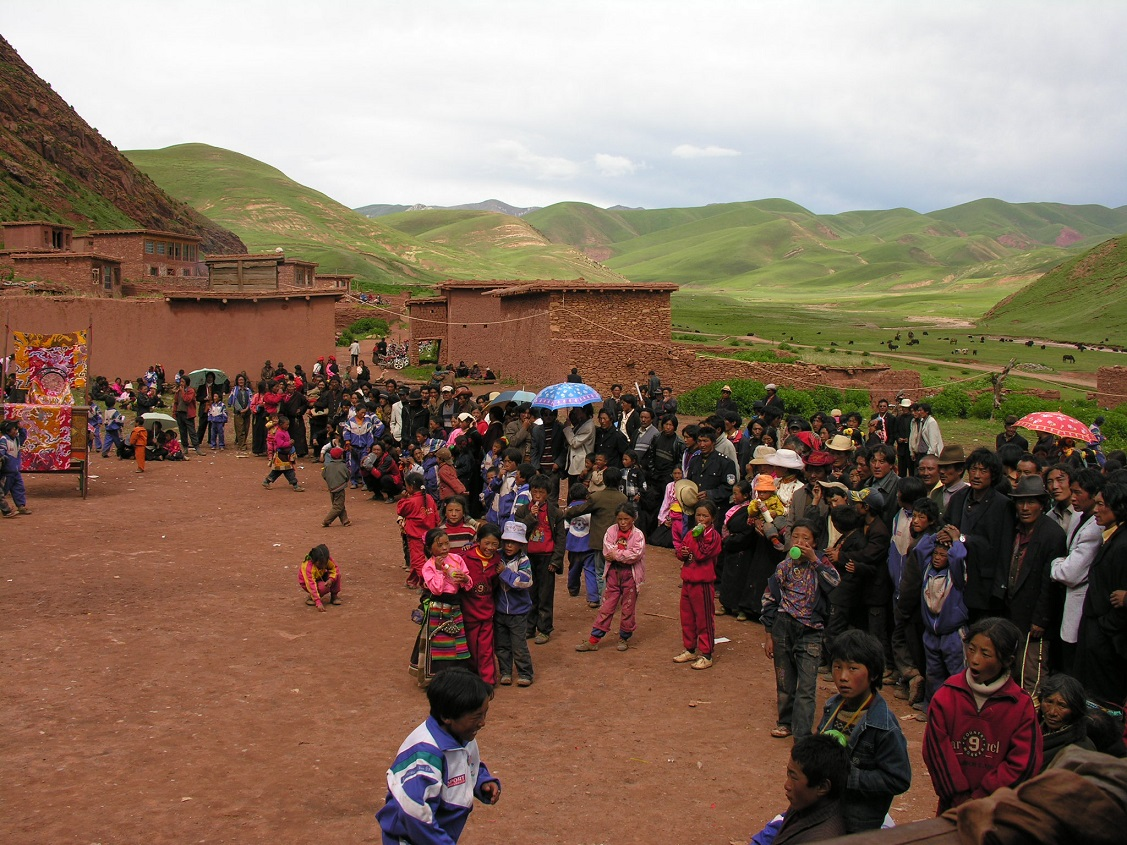
嚢謙県東壩郷の僧院

- 香達鎮：香達、坎達、青土、大橋、江卡、冷日、多昌、前多、巴米、拉宗、前麦、東才西
- 娘拉郷：娘貢、多倫多、娘多、娘麦、上拉、下拉
- 毛荘郷：扎西塘、孜多、孜麦、麻永、色吾、孜栄
- 覚拉郷：那索尼、布拉、交江尼、卡栄尼、四紅、肖尚、尕少
- 著暁郷：巴尕、班多、査哈、優永、尖作、交西
- 東壩郷：芦溝卡、吉賽、果永、尤達、尕麦、熱拉
- 吉尼賽郷：薩倉塘、麦曲、瓦作、吉来、拉翁
- 癿扎郷：卡麻、東帕、吉沙、東日、葉巴、潘紅、生達、査秀、卡那、癿扎、巴買
- 吉曲郷：外戸卡、巴沙、加麻、外戸卡、多改、瓦卡、桑涌、熱買、熱多、改多、瓦堡、瓦江
- 尕涌郷：茶塘、麦多、麦買、色青、茶塘